# رایا دونایفسکایا

امضای رایا دونایوسکایا

رایا دونایفسکایا (۱ مه ۱۹۱۰ - ۹ ژوئن ۱۹۸۷) (به انگلیسی: Raya Dunayevskaya) مبارز روسی-آمریکایی بود که گرایش‌های تروتسکیستی و اومانیستی داشت. وی پایه‌گذار فلسفه اومانیسم مارکسیستی است.

## زندگی
دونایوسکایا در ۱۹۱۰ در اوکراین به دنیا آمد. در ده سالگی به همراه والدین‌اش برای فرار از قحطی به شیکاگو مهاجرت کردند. او در ۱۴ سالگی به اتهام تروتسکیسم از حزب کمونیست ایالات متحده آمریکا اخراج شد.
دونایوسکایا از ۱۹۳۷ منشی روسی‌زبان تروتسکی در زمان تبعیدش در مکزیک بود. این هم‌کاری تا ۱۹۳۹، قرارداد صلح استالین-هیتلر، ادامه یافت. مطالعه اقتصاد روسیه و هم‌چنین آثار اولیه مارکس (که بعدها به دست‌نوشته‌های اقتصادی و فلسفی ۱۸۴۴ معروف شد) وی را در سال‌های ۱۹۴۱–۴۲ به این نتیجه‌گیری رساند که نه تنها روسیه شوروی یک جامعه سرمایه‌داری دولتی است، بلکه این (سرمایه‌داری دولتی) مرحله جدیدی در رشد مناسبات اقتصادی خواهد بود.
دونایوسکایا اولین کسی بود که دست‌نوشته‌های اقتصادی و فلسفی ۱۸۴۴ مارکس را تفسیر و به انگلیسی ترجمه نمود. وی هم‌چنین مترجم دفترچه‌های فلسفی لنین را به انگلیسی است.
دونایوسکایا در سال‌های آخر عمر خود منتقد نظریه حزب لنین شد.

## آثار
برخی از کتب و مقالات رایا دونایوسکایا به شرح زیر اند:

### کتاب‌ها
- تحلیلی بر اقتصاد روسیه، ۱۹۴۲.
- یادداشت‌هایی دربارهٔ منطق هگل، ۱۹۶۱.
- فلسفه و انقلاب از هگل تا مارکس و از مارکس تا مائو، ۱۹۷۳.
- رزا لوکزامبورگ
- آزادی زنان
- فلسفه مارکس و انقلاب - ۱۹۸۲
- مارکسیسم و آزادی از ۱۷۷۶ تا امروز ۱۹۵۸
- فلسفه و انقلاب: از هگل تا سارتر، از مارکس تا مائو، ۱۹۷۳، ترجمهٔ حسن مرتضوی، فریدا آفاری، انتشارات خجسته، ۱۳۸۳، ص. ۴۲۴ صفحه، شابک ۹۶۴-۶۲۳۳-۵۶-۲
- مارکسیسم و آزادی: از سال ۱۷۷۶ تا به امروز، ۱۹۵۸، ترجمهٔ حسن مرتضوی، فریدا آفاری، نشر دیگر، ۱۳۸۴، ص. ۲۱۶ صفحه، شابک ۹۶۴-۷۱۸۸-۷۸-۱

### مقالات
- اتحاد جماهیر شوروی سوسیالیستی یک جامعه سرمایه‌داری است، ۱۹۴۱.
- بازنگری جدیدی در اقتصاد مارکسی، ۱۹۴۴.
- تغییرات اخیر در روسیهٔ استالین، اکتبر ۱۹۴۶.
- نظریه انباشت لوکزامبورگ و تفاوت آن با [نظریات] مارکس و لنین، ۱۹۴۶.
- سوسیالیسم یا بربریت، ۱۹۵۴.
- ریشه‌های یهودستیزی، ۱۹۶۰.
- تراژدی دوگانهٔ چه گوارا، ۱۹۶۷.
- دیالکتیک: جبر انقلاب، ۱۹۷۸.
- چه بر سر انقلاب ایران آمده‌است؟، ۱۹۸۱.